# Isaac Koene

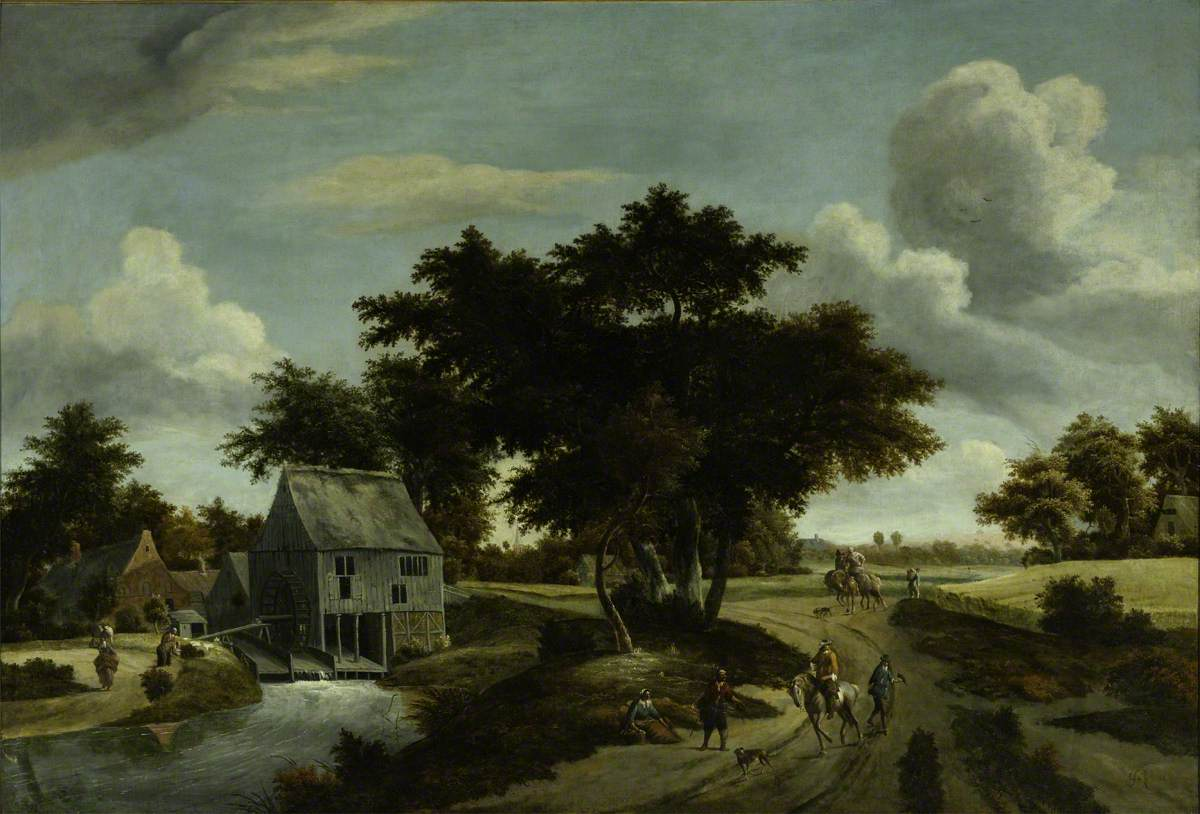
Een boslandschap met een watermolen (Isaac Koene)

Isaac Koene (Haarlem, ca. 1640 – aldaar, 1713) was een Noord-Nederlands schilder en tekenaar, gespecialiseerd in landschappen en architectuurvoorstellingen. 
Over zijn persoonlijke leven is weinig bekend. Hij was zijn hele carrière actief in Haarlem, van circa 1660 tot zijn overlijden in 1713. Koene werd opgeleid door de landschapschilder Isaac van Ruysdael (1599-1677). Hij werkte ook samen met andere kunstenaars, waaronder Barent Gael, een collega-schilder uit Haarlem.
- Biografisch Portaal: 12138111
- International Standard Name Identifier: 0000 0000 6902 9996
- Nederlandse Thesaurus van Auteursnamen: 330168983
- RKD-Nederlands Instituut voor Kunstgeschiedenis: 45335
- Union List of Artist Names: 500006907
- Virtual International Authority File: 95723013